# 萨明之战
35°54′N 36°43′E / 35.90°N 36.72°E
萨明之战或称特勒达尼特之战，是于公元1115年9月14日由十字军针对塞尔柱军队所发起的一次战争。在这次战争中十字军将领撒勒诺的罗杰率军迂回，突袭了由哈马丹的布尔苏克所率领的塞尔柱军队。

## 背景
自1111年开始，塞尔柱的苏丹就命旗下军队对安条克公国和埃德萨伯国开展了多次战争。直到1115年时，布尔苏克受命入侵安条克公国，一些叙利亚的穆斯林王子害怕如果塞尔柱军队赢得了这次战争，他们会失去自己原有的权力，他们因此决定和拉丁人相合作。早在1114年11月，安条克公国内发生了一次大地震，导致多处城堡被损坏。当撒勒诺的罗杰听闻了塞尔柱人入侵的消息时，他还在监督要塞的重建。
在得知此消息后，罗杰派出斥候探察敌军动态，开始为其军队筹备后勤供应并令全国进入警备状态。在安条克城东北20公里以外的德米克普鲁，罗杰集结了他手下的骑士和步兵共2000人。随后他率领这支部队向安条克东60公里、阿勒颇西35公里处的阿萨瑞布挺进，他在此处和他的穆斯林盟友达成了协议，这些盟友包括布里迪王朝的托特金、马尔丁的伊加齐和阿勒颇的鲁鲁。

## 战争过程
盟军先是向南行进了80公里，入驻了拥有城墙防御的阿帕美亚，此举使得盟军可以援助阿勒颇、大马士革或安条克城。在确认塞尔柱军队发兵后，罗杰向耶路撒冷国王鲍德温一世致信请求支援。后布尔苏克的军队突袭了在阿帕美亚东南30公里处的哈马城，其部主力在哈马城西北12公里处的西扎城建立起了军营。在接到信后，鲍德温一世召集了500名骑士及1000名步兵，即刻向北出发。途中的黎波里伯国也派出了援军，由庞斯伯爵亲自率领的200名骑士和2000名步兵与鲍德温的援军合兵一处，而鲍德温在同时也向罗杰回信禁止罗杰在援军抵达前与敌军交战。
不久之后，布尔苏克所部包围了罗杰的军营，试图引诱十字军提前发起攻击。一系列的骚扰战斗后，拉丁人被塞尔柱军队所激怒，法兰克骑士都渴望和敌军进行搏斗，而罗杰却威胁说他会把未经允许就冲出营帐去战斗的人的眼睛挖掉。为了更好的约束部下，他还持剑在营内巡视。
鲍德温的军队在加上5000名穆斯林方面的士兵后共计有10700个人，布尔苏克在得知鲍德温来援后率军向东撤退。 为了惩罚西扎城和塞尔柱的结盟，盟军在抵达后将外城烧毁。由于布尔苏克没有回军帮助西扎城抵御盟军，盟军将领一致以为此次战争已经结束了，于是各自率军返回。
布尔苏克趁十字军和穆斯林各自分开的时机，再次入侵并占据了阿帕美亚附近的卡法塔布。罗杰不得不再次聚集安条克的军队步入战场，还加入了埃德萨伯国的部分军队。与此同时，布尔苏克进一步向在安条克城东南60公里处的宰尔代纳进军，最终驻扎于洛奇亚城堡，距离安条克城40公里。
9月14日上午，罗杰收到情报说塞尔柱军队进入了萨明附近的营寨而无防备，他率军突进并偷袭了布尔苏克所部。在十字军的攻击下，敌军部分士兵依旧散布在营寨之中，于是十字军被分成了左、中、右三军，鲍德温二世率左军、罗杰率中军，以左军为首组成了斜线阵。左军进展顺利，冲破了敌军主力，迫使对方撤退到了营寨后方的山丘上，罗杰则率中军占据了营寨。另一方面，右军进展不顺，他们主要由土耳其弓骑兵组成，在塞尔柱军队的反击下被击退，直接导致了此前经历奋战并在新战场上迎击敌军的骑士收到了扰乱。最终罗杰彻底击败布尔苏克的军队，迎来了胜利。

## 结果
塞尔柱方的伤亡没有被记载下来，十字军一方也没有相关记录。当鲍德温率军前进时，塞尔柱军队选择撤退，后多位酋长对布尔苏克在此战中的失败多有愤怒。此次战争的胜利保证了十字军对安条克城的掌控，然而罗杰及其军队在四年后的血田战役中全军覆没。

### 脚注
1. 1 2  Tibble 2018，第262頁.
2. ↑  Tibble 2018，第268頁.
3. ↑  Rogers 2010，第587頁
4. 1 2  Smail 1995，第145頁
5. 1 2  Rogers 2010，第223頁
6. 1 2  Beeler 1971，第133頁
7. ↑  Smail 1995，第146頁
8. ↑  Smail 1995，第178頁

### 书目
- Smail, R.C., , New York: Barnes & Noble Books, 1995 [1956], ISBN 1-56619-769-4
- Beeler, John, , Ithaca, NY: Cornell University Press, 1971, ISBN 0-8014-9120-7
- Rogers, Clifford, , Oxford University Press, 2010, ISBN 9780195334036
- Runciman, Steven. . Cambridge University Press. 1989b. ISBN 0-521-06162-8.